# Ендель Редліх
Ендель Редлі (ест. Endel Redlich, 7 березня 1923, с. Сепа, парафія Вігала, повіт Ляенемаа, Естонія — 28 червня 1949, с. Уревере, повіт Ляенемаа, Естонія) — партизан естонського руху опору проти СРСР, командир «Ліги збройного опору» (ест. RVL (Relvastatud Võitluse Liit).

## Життєпис
Народився 7 березня 1923 у селі Сепа, парафія Вігала, повіт Ляенемаа, у родині було семеро дітей. 
В 1941 році закінчив Пярнуську чоловічу середню школу.
Восени 1944 року втік до лісу від радянської мобілізації. Наприкінці 1945 року робив спроби легалізації. Радянські органи обіцяли йому свободу за умови співпраці з ними. Отримав агентурне ім’я «Розбійник» (Röövel), але негайно втік назад у ліс.
Став засновником та керівником «Ліги збройного опору» (ест. RVL (Relvastatud Võitluse Liit), яка налічувала до 400 бійців, що є великою кількістю для Естонії.
Три рази пробували радянські органи його впіймати, але безрезультатно. 27 лютого 1949 року було заарештовано 9 провідних членів штабу організації, але без Редліха, який в той час перебував поза криївкою. 
Загинув 28 червня 1949 року біля ферми Топі в Уревере, муніципалітет Кулламаа, у засідці, організованій МДБ.